# Scopula amphiphracta
Scopula amphiphracta är en fjärilsart som beskrevs av Louis Beethoven Prout 1938. Scopula amphiphracta ingår i släktet Scopula och familjen mätare. Inga underarter finns listade.